# Rhabdomastix hynesi
Rhabdomastix hynesi là một loài ruồi trong họ Limoniidae. Chúng phân bố ở miền Tân bắc.